# Коммунистическая молодёжь Венесуэлы
Коммунистическая молодёжь Венесуэлы (КМВ) (исп. Juventud Comunista de Venezuela, JCV) — марксистско-ленинская политическая организация в Венесуэле, молодёжное крыло Коммунистической партии Венесуэлы (КПВ). КМВ входит во Всемирную федерацию демократической молодёжи (ВФДМ), является её координатором по Латинской Америке и Карибскому региону. Издает газету «Ховен Гуардиа» («Juven Guardia»).

## История
Решение о создании организации молодых венесуэльских коммунистов было принято на национальной конференции КПВ 3-4 апреля 1947. 16 сентября того же года состоялся учредительный съезд Коммунистической молодёжи Венесуэлы (КМВ), призванной готовить новые молодые кадры для Компартии. Среди основателей КМВ были Гильермо Гарсиа Понсе и Карлос Дельвеккио. Первая же политическая акция КМВ, марш по улицам Каракаса 18 сентября, была подавлена властями, многие руководители организации были арестованы и заключены в тюрьму.
24 ноября 1948 в стране произошёл государственный переворот: свергнув правительство Р. Гальегоса, к власти пришла военная хунта. В период диктатуры КМВ была запрещена и подвергалась жестоким преследованиям. В 50-е годы от рук диктаторского режима пали многие видные руководители Коммунистической молодёжи, среди них члены ЦК КМВ Сесилио Перес и Луис Лосада.
В мае 1953 в условиях подполья состоялся II съезд КМВ, призвавший молодёжные организации Венесуэлы к единству в борьбе с диктатурой М. Переса Хименеса. Позднее по инициативе КМВ прошёл I Национальный фестиваль венесуэльской молодёжи, в котором приняли участие более 30.000 юношей и девушек со всей страны. Молодые коммунисты активно участвовали в создании в 1957 Патриотической хунты, объединения демократических сил, поставившего целью свержение диктатуры, и в народном восстании, приведшем к падению режима Переса Хименеса 23 января 1958 года.
В октябре 1958 три основные левоцентристские партии, «Демократическое действие», Республиканский демократический союз и партия КОПЕЙ, заключили между собой соглашение, т. н. «Пакт Пунто-Фихо», который заложил основу де-факта существовавшей в стране в последующие десятилетия двухпартийной системы («Демократическое действие» и КОПЕЙ). Новое правительство Р. Бетанкура придерживалось просевероамериканского курса и развернуло в стране кампанию антикоммунизма. КМВ активно участвовала в демонстрациях и забастовках, выдвигая требования восстановления конституционных прав народа. Этот период был отмечен значительным ростом рядов организации: с 500 в 1958 до 30.000 членов два года спустя.
После победы революции на Кубе КПВ стала проводить линию на вооруженную борьбу с правительством. В начале 60-х годов в Венесуэле развернулось партизанская война. Молодые коммунисты из КМВ составили авангард городских повстанческих отрядов, поддерживавших герилью в сельских районах. 1 ноября 1961 года гибнет молодая революционерка Ливия Гувернёр. В мае 1962 они участвовали в восстании революционных военных в городах Карупано и Пуэрто-Кабельо, которые положили начало широкому партизанскому движению. II национальная конференция КМВ (июнь 1963) подтвердила линию организации на вооруженную революционную борьбу в рядах городских и сельских повстанческих отрядов Вооруженных сил национального освобождения (FALN). Партизаны действовали на обширной территории страны, включавшей не только Каракас и другие города, но и районы штатов Фалькон, Лара, Португеса, Миранда и др. FALN совершили ряд громких акций, нападений на правительственные объекты, похищений и т. п., многие из её молодых бойцов погибли.
С 1966 Компартия перешла от вооруженной борьбы к линии на создание фронта прогрессивных антиимпериалистических сил. В 1969 она была легализована.
В 1971 в КПВ произошёл раскол, коснувшийся и её молодёжного крыла: группа во главе с Т. Петковым и П. Маркесом была исключена из КПВ и создала партию «Движение к социализму». 11-12 февраля 1971 прошёл III съезд КМВ. Съезд потребовал освобождения из тюрьмы в США активистки Анджелы Дэвис, было принято решение о создании венесуэльского Подготовительного комитета X Всемирного фестиваля молодёжи и студентов, а 12 февраля 1973 был создан национальный координационный совет молодёжной политики, объединивший прогрессивную молодёжь страны.
24 сентября 1974 состоялся IV съезд КМВ, на котором коммунисты выразили свою солидарность с народом Чили, где ранее произошёл государственный переворот и была установлена диктатура генерала Пиночета.
В 1982, в связи с 200-летием со дня рождения борца за независимость Латинской Америки Симона Боливара, КМВ развернула по всей стране широкую кампанию по пропаганде боливарийских антиимпериалистических и революционных идей, инициировала создание Боливариантского народного движения (исп. Movimiento Popular Bolivariano, MPB).
В 80-е годы КМВ активно участвовала во многих народных выступлениях против правительств «Демократического действия» и партии КОПЕЙ, заявляла об их коррупционном характере. Молодые венесуэльские коммунисты приняли участие в каракасских народных волнениях 27 февраля 1989 года.

## Современное положение

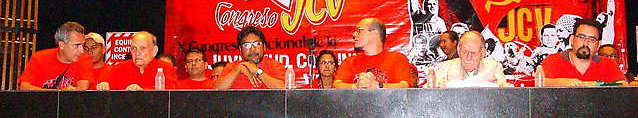
X Конгресс КМВ

В 1998 КМВ в составе молодёжного крыла коалиции «Патриотический полюс» участвовала в избирательной кампании её кандидата в президенты Уго Чавеса, который победил на выборах в том же году. В дальнейшем КМВ сосредоточила усилия на укреплении и расширении связей со студенческим и рабочим движением.
Огромное значение для КМВ имела работа по организации XVI Всемирного фестиваля молодёжи и студентов, порученная ей ВФДМ. Соответствующая резолюция была принята на IX съезде КМВ в июне 2003. Национальный подготовительный комитет фестиваля, в который вошли 47 венесуэльских молодёжных организаций, возглавлял тогдашний генеральный секретарь Коммунистической молодёжи Давид Веласкес Ньевес, будущий первый в истории страны министр-коммунист в правительстве Чавеса. Фестиваль с успехом прошёл с 7 по 15 августа 2005 при участии более 17.000 делегатов из 140 стран мира под лозунгом: «За мир и солидарность, боримся против империализма и войны!».
15-17 сентября 2006 состоялся X съезд КМВ, на котором были обсуждены решения прошедшего в июле того же года XII съезда Компартии Венесуэлы. Форум постановил укреплять влияние организации в массах венесуэльской молодёжи; была особо подчеркнута важность работы КМВ, чтобы сыграть ключевую роль в рамках углубления революционного процесса. В 2007 активистами КМВ были проведены подготовка и обсуждение в Национальной ассамблее нового Органического закона об образовании. Они также участвовали в Оргкомитете празднования 60-летия движения Всемирных фестивалей молодёжи и студентов, которое состоялось в Каракасе с 21 по 27 августа 2007.
С 25 по 30 августа 2009 состоялся XI съезд КМВ, одновременно 25-27 августа прошёл Международный семинар на тему «Мировой кризис капитализма. Молодёжь и революция», организованный Комиссией по Латинской Америке и Карибскому региону ВФДМ, Центром латиноамериканских исследований Ромуло Гальегоса и Институтом Боливара-Маркса при участии президента ВФДМ Тьяго Виейры и представителей прогрессивных молодёжных организаций Греции, Кипра, Португалии, Испании, Бразилии, Мексики и др. стран. В принятой на семинаре декларации его участники выразили решительный протест против установления новых североамериканских военных баз на территории Латинской Америки и осудили империалистическую агрессию в регионе.